# Cigandeng
Cigandeng is een bestuurslaag in het regentschap Pandeglang van de provincie Banten, Indonesië. Cigandeng telt 2434 inwoners (volkstelling 2010).